# Alexander Cruzata
Alexander Cruzata (ur. 26 lipca 1974) – kubański piłkarz występujący na pozycji obrońcy.

## Kariera klubowa
W swojej karierze Cruzata grał w zespole FC Holguín. W 2006 roku zdobył z nim mistrzostwo Kuby, a w 2008 roku zakończył karierę.

## Kariera reprezentacyjna
W reprezentacji Kuby Cruzata zadebiutował w 1996 roku. W 1998 roku po raz pierwszy był uczestnikiem Złotego Pucharu ZaCONCACAF. Rozegrał na nim 2 spotkania: ze Stanami Zjednoczonymi (0:3) i Kostaryką (2:7), a Kuba odpadła z turnieju po fazie grupowej.
W 2002 roku ponownie znalazł się w drużynie na Złoty Puchar CONCACAF. Zagrał na nim w meczach ze Stanami Zjednoczonymi (0:1) i Koreą Południową (0:0), a Kuba ponownie zakończyła turniej na fazie grupowej.
W 2003 roku Cruzata znowu wziął udział w Złotym Pucharze CONCACAF. Wystąpił na nim w spotkaniach z Kanadą (2:0), Kostaryką (0:3) i Stanami Zjednoczonymi (0:5). W tamtym turnieju Kuba dotarła do ćwierćfinału.
W 2005 roku po raz ostatni został powołany do kadry na Złoty Puchar CONCACAF. Zagrał na nim w meczach ze Stanami Zjednoczonymi (1:4), Kostaryką (1:3) i Kanadą (1:2), a Kuba znowu zakończyła turniej na fazie grupowej.
W drużynie narodowej Cruzata grał w latach 1996–2005.